# Kyjov (powiat Havlíčkův Brod)
Kyjov – wieś i gmina w Czechach, w powiecie Havlíčkův Brod, w kraju Wysoczyna. Według danych z dnia 1 stycznia 2014 liczyła 142 mieszkańców.